# Pohjoonlahdensaari
Pohjoonlahdensaari är en ö i Finland. Den ligger i sjön Leppävesi och i kommunen Toivakka i den ekonomiska regionen  Jyväskylä ekonomiska region  och landskapet Mellersta Finland, i den södra delen av landet, 220 km norr om huvudstaden Helsingfors. Öns area är 0,4 hektar och dess största längd är 110 meter i öst-västlig riktning.